# Wojciech Krzemiński (geodeta)
Wojciech Konstanty Ekspedyt Krzemiński ps. „Grabowski” (ur. 22 czerwca 1926 w Warszawie, zm. 9 kwietnia 1981 tamże) – polski geodeta, geofizyk, polarnik, kapral podchorąży Armii Krajowej i Polskich Sił Zbrojnych, powstaniec warszawski.

## Życiorys
Urodził się w rodzinie Stanisława (1900–1953), obrońcy Lwowa w 1918–1919, uczestnika Bitwy Warszawskiej, w wolnej Polsce pracującego w Narodowym Banku Polskim, i Heleny Miller (1902–1963).
Uczęszczał do Szkoły Powszechnej i Gimnazjum Towarzystwa Szkoły Mazowieckiej w Warszawie, w okresie okupacji początkowo do konspiracyjnego Gimnazjum Władysława Giżyckiego, następnie do Gimnazjum i Liceum im. T. Reytana działającego pod szyldem szkoły ogrodniczej, w którym uzyskał maturę na tajnych kompletach.

### Lata 40.
W maju 1941 roku został zaprzysiężony w Hufcach Polskich zorganizowanych przez Stanisława Sedlaczka, należał do 8 Warszawskiej Drużyny Harcerskiej, był podharcmistrzem. W okresie wrzesień 1943 – 31 lipca 1944 ukończył Kurs Podchorążych i został przydzielony do kompanii harcerskiej batalionu „Gustaw” Zgrupowania „Radosław”. Brał udział w powstaniu warszawskim jako kapral podchorąży, pseudonim Grabowski (nr legitymacji AK 4118). Początkowo walczył na Woli, potem na Starym Mieście. 13 sierpnia został ranny w wyniku wybuchu czołgu pułapki na ulicy Kilińskiego, następnie podczas bombardowania zasypany w szpitalu polowym, przeszedł kanałami do Śródmieścia. W wyniku wybuchu czołgu pułapki zginął młodszy brat Wojciecha, Andrzej (ur. 18 września 1929 roku), walczący w batalionie „Gustaw” w harcerskim plutonie łączników, strzelec, pseudonimy: Graieck, Krzem, odznaczony Medalem za Warszawę.
Po kapitulacji Warszawy został wywieziony ze szpitalem do obozu Stalag IV B w Zeithain koło Drezna (nr jeniecki 299440). Po wyzwoleniu obozu przez Armię Czerwoną przedostał się do Włoch, gdzie wstąpił do 1 Pułku Ułanów Krechowieckich. 18 kwietnia 1946 roku ukończył Szkołę Podchorążych Rezerwy Broni Pancernej w stopniu kaprala. Został odznaczony Krzyżem Walecznych i Krzyżem Armii Krajowej (nr 22836) oraz był uprawniony do noszenia Medalu Wojska i Brytyjskiego Medalu Wojny (The War Medal 1939/45).

### Okres powojenny
Do kraju wrócił na wiosnę 1947, jesienią rozpoczął studia na Wydziale Geodezji i Kartografii Politechniki Warszawskiej.
Po ukończeniu studiów w 1952 uzyskał stopień mgr inż. geodety. Od 1950 roku pracował w Państwowym Przedsiębiorstwie Mierniczym, a od 1951 w Geodezyjnym Instytucie Naukowo-Badawczym (późniejszym Instytucie Geodezji i Kartografii), następnie Instytucie Geofizyki PAN. Specjalizował się w zagadnieniach magnetyzmu ziemskiego zarówno w skali kraju (mapa magnetyzmu Polski), jak i międzynarodowej. W podejmowanych pracach kontynuował przedwojenne idee prof. Stanisława Kalinowskiego.
W połowie lat 60. zorganizował Pracownię Elektromagnetycznych Pomiarów Odległości, której zadaniem było prowadzenie badań związanych z zastosowaniem dalmierzy do wyznaczania odległości w pomiarach geodezyjnych, a w 1970 Pracownię Metrologii Geodezyjnej i Instrumentoznawstwa, przejęła ona zadania metrologii geodezyjnej z Głównego Urzędu Miar. W ramach pracowni z inicjatywy W.K. Krzemińskiego powstała terenowa baza – wzorzec długości do atestacji i wzorcowania dalmierzy, mierzona unikatową w skali światowej metodą i aparaturą Vaisala (zob. Vilho Väisälä).
W 1958 zorganizował i kierował pierwszą polską wyprawą na Antarktydę, która 21 stycznia 1959 roku przejęła od Rosjan stację im. Antoniego Bolesława Dobrowolskiego w Oazie Bungera w Antarktydzie Wschodniej. W polskiej wyprawie wzięli także udział: Stefan Różycki, Alina Centkiewicz, Czesław Centkiewicz, Zbigniew Ząbek, Maciej Zalewski, Janusz Śledziński. Za osiągnięcia związane z wyprawą na Antarktydę został w 1962 odznaczony Krzyżem Kawalerskim Orderu Odrodzenia Polski. Po dwudziestu latach, na przełomie 1978 i 1979 roku, zorganizował w ramach działalności Instytutu Geofizyki PAN drugą ekspedycję do stacji im. A.B. Dobrowolskiego. Polską flagę na maszt w stacji wciągnięto 21 stycznia 1979 roku. Grupę naukową wyprawy tworzyli również: Gabriel Wójcik – klimatolog, zastępca kierownika, Edmund Wiśniewski – geomorfolog, oraz Andrzej Pachuta, Jan Cisak, Seweryn Mroczek, Zbigniew Battke – geodeci. Imieniem W.K. Krzemińskiego zostały nazwane przez rząd Australii w Antarktydzie wschodniej Krzeminski Hills (66º16'30.0 szerokości płd., 100º44'00.0 długości wsch.) oraz Wojciech Panorama (66º16'45.0 szerokości płd., 100º43'45.0 długości wsch.)
W 1966 Akademie Nauk sześciu krajów europejskich powołały Komisję Planetarnych Badań Geofizycznych (KAPG). W.K. Krzemiński pełnił funkcję jej sekretarza naukowego i kierownika grupy redakcyjnej. Z racji tego stanowiska, mając znajomość nowoczesnych kierunków naukowych, stał się pomysłodawcą i inicjatorem szeregu przedsięwzięć i prac badawczych, które znalazły odzew i poparcie w polskich ośrodkach naukowych. Wymienić tu można dla przykładu włączenie się polskich placówek naukowych do programu obserwacji sztucznych satelitów Ziemi dla celów geodezyjnych. Był także inicjatorem nawiązania współpracy pomiędzy Instytutem Geodezji i Kartografii a Instytutem Magnetyzmu Ziemskiego, Jonosfery i Propagacji Fal Radiowych Rosyjskiej Akademii Nauk. Pełnił funkcję zastępcy sekretarza generalnego Międzynarodowej Asocjacji Geodezji, reprezentował Polskę w Międzynarodowej Unii Geodezji i Geofizyki oraz w Komitecie Naukowym Badań Antarktydy SCAR.

## Publikacje, działalność społeczna i dydaktyczna
Wojciech Konstanty Krzemiński był autorem ponad 50 prac i referatów naukowych oraz około 15 artykułów o charakterze naukowo-technicznym i popularyzatorskim. Jego działalność naukowa obejmowała także pracę dydaktyczną na Wydziale Geodezji i Kartografii Politechniki Warszawskiej, gdzie prowadził wykłady i ćwiczenia. Przez szereg lat pracował społecznie w Stowarzyszeniu Geodetów Polskich Naczelnej Organizacji Technicznej, był członkiem Zarządu Głównego i przewodniczącym Komisji Głównej do Spraw Muzeów i Wystaw. Ta społeczna praca była świadectwem zainteresowania szeroko pojętą historią geodezji, a wieloletnia współpraca z Muzeum Techniki NOT zaowocowała serią wystaw, po których pozostał trwały ślad w postaci okolicznościowych folderów.

## Życie prywatne
Wojciech Krzemiński był od roku 1951 żonaty z Alicją (1927–2007) z domu Szulce, chemikiem, długoletnim pracownikiem Instytutu Geologicznego; miał syna Tomasza (ur. 1952), inżyniera (żona: Joanna, syn: Maciej), i córkę Joannę M. Sosnowską (ur. 1953), historyka sztuki (mąż: Paweł, synowie: Wojciech i Jacek). Brat Wojciecha, Jacek (ur. 9 lutego 1935), mieszka z rodziną w Danii.